# Парасковиевка (Покровский район)
Парасковиевка (укр. Парасковіївка) — село на Украине, находится в Покровском районе Донецкой области.
Население по переписи 2001 года составляет 52 человека. Почтовый индекс — 85654. Телефонный код — 6278.

## Адрес местного совета
85654, Донецкая область, Марьинский р-н, с.Новомихайловка, ул.Ленина, 24[обновить данные]